# Emilio Ocón y Rivas

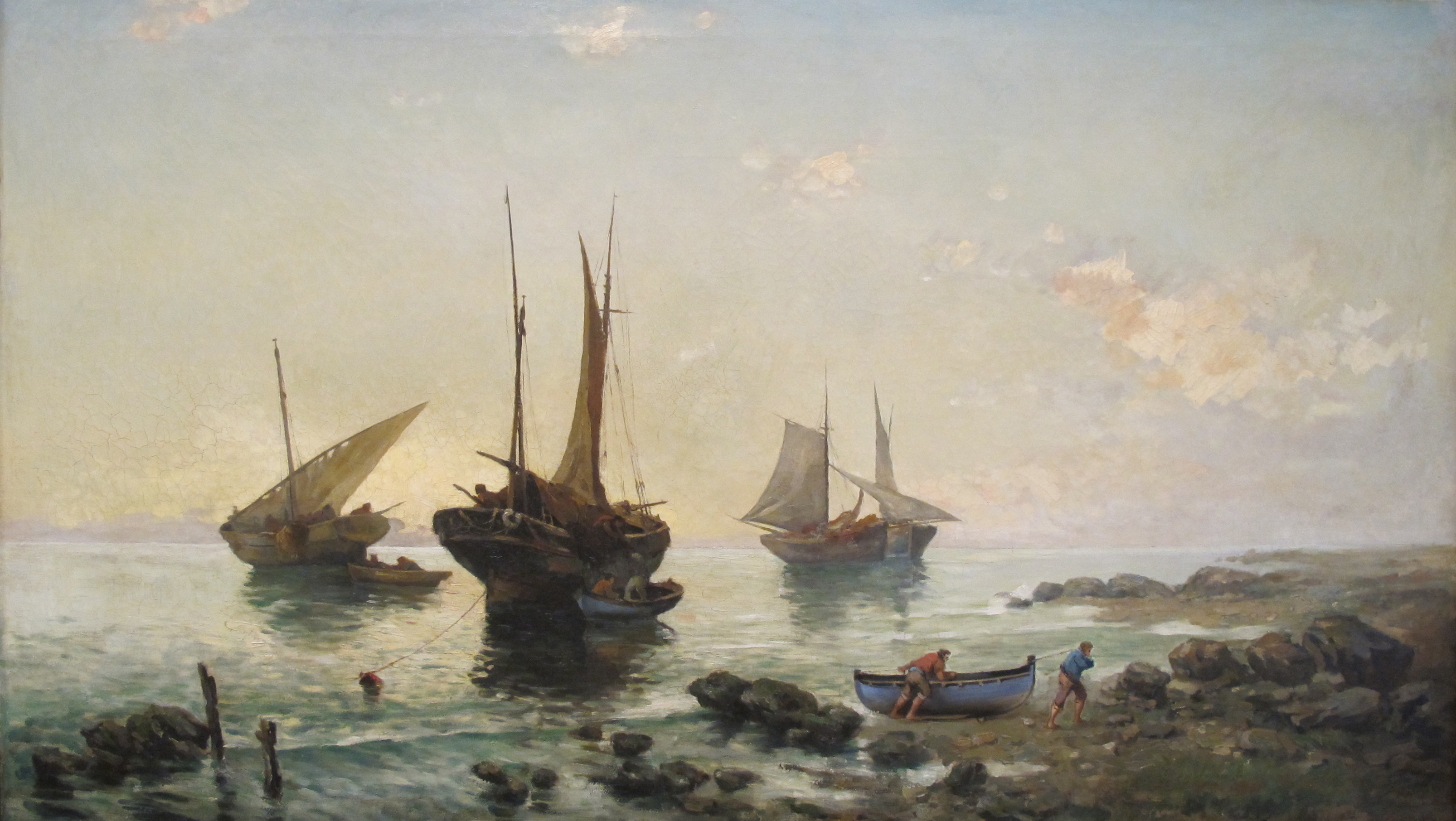
Regreso de la pesca (1897). Museo Carmen Thyssen (Málaga).

Emilio Ocón y Rivas (Peñón de Vélez de la Gomera, Málaga, 1845 - Málaga, 1904) fue un pintor español de la escuela malagueña de pintura.

## Biografía
Era hermano del compositor y músico Eduardo Ocón y Rivas y originario, por tanto, del municipio malagueño de Benamocarra.
Profesor y catedrático de la escuela de Bellas Artes de Málaga, se especializó en marinas y realizó numerosas exposiciones tanto en España como en el extranjero. Recibió el tercer premio en el Nacional de 1871 por su obra "Vista de Málaga en un día en calma", obtuvo el galardón en la Universal de Viena en 1872, así como la gran cruz de la Orden de Isabel la Católica y la Cruz del Cristo de Portugal. 
Ocón fue alumno de Carlos de Haes entre 1863 y 1867 y del belga Cleiss en los Países Bajos. Está considerado como el creador del centro pictórico malagueño del siglo XIX. Paralelamente y por una gran afición al mar, estudia náutica durante 1860-1863. Dotado de una gran habilidad en el dibujo de barcos, es recomendado a Carlos de Haes en Madrid, por cuya iniciativa completa sus estudios en los Países Bajos. Entre sus obras destacan Marina de 1884, Retorno de la pesca de 1897, Gran velero saliendo del puerto de Sevilla. Al fondo la Torre del Oro de 1874, Preparándose para la pesca de 1897, todas pertenecientes a la colección permanente del Museo Carmen Thyssen Málaga.  En 1877, y como consecuencia de la llegada de Alfonso XII , se le encarga un cuadro que representa La llegada de Colón a América. En 1887 participa con una Marina bíblicaen el álbum enviado al papa. Realizó estudios y restauraciones de vidrieras, entre las que destaca la rehabilitación de la Transfiguración, en la Catedral de Málaga. Asimismo, ejecutó las de los templos de Coín y Marbella en Málaga